# Addition (restauration)
 (août 2018).
Si vous disposez d'ouvrages ou d'articles de référence ou si vous connaissez des sites web de qualité traitant du thème abordé ici, merci de compléter l'article en donnant les références utiles à sa vérifiabilité et en les liant à la section « Notes et références ».
Pour les articles homonymes, voir Addition (homonymie).

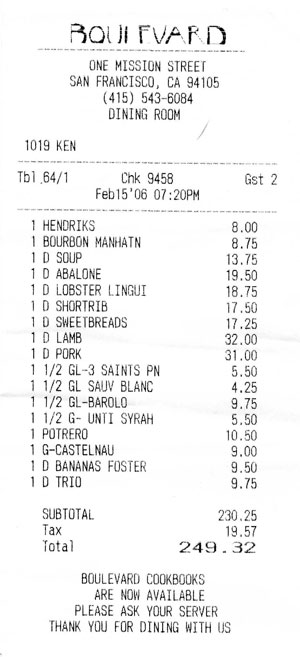
L’addition d’un restaurant de San Francisco après un repas partagé à plusieurs.

L'addition ou facture, est la note émise par le restaurateur en contrepartie des différents plats dont il a assuré le service.

## Partage de l'addition
Le partage de l’addition est l’une des méthodes communes que peuvent utiliser les clients d’un restaurant ayant pris leur repas ensemble pour procéder au règlement de l’addition, c’est-à-dire au paiement monétaire de la somme indiquée sur l'addition. Elle consiste à effectuer la division du coût total de la prestation de ce restaurateur par le nombre de personnes présentes à la table commune ayant passé commande d’au moins un plat de la carte afin de faire supporter à chacune le même montant quelle que soit sa consommation alimentaire effective, soit le quotient qui résulte de l’opération mathématique. Ce faisant, elle s’oppose aux procédés qui consistent à laisser chaque mangeur payer exactement ce qu’il a commandé ou à faire régler le tout par une seule ou plusieurs personnes spécifiques, que celles-ci soient volontaires ou plus ou moins contraintes par les circonstances.
Comme le partage de l’addition déconnecte le coût économique du repas de la quantité de nourriture réellement incorporée par chacune des personnes présentes durant celui-ci, il permet aux participants de considérer que c’est avant tout pour prendre part à l’événement social positif que constitue ledit repas qu’elles sont venues, et pas seulement pour le contenu nutritionnel de leurs parts individuelles, quelle qu’en soit la qualité. Par ailleurs, comme l’opération confère à chacun un rôle strictement égal vis-à-vis des tiers à la fin de l’interaction, les montants à verser au restaurateur étant désormais identiques, elle permet de prolonger les effets déjà potentiellement égalisateurs de la commensalité, soit le simple partage de la table elle-même. Ainsi, elle est généralement perçue comme une formule de nature très conviviale et une étude comparative française menée dans les années 2000 montre qu’elle est la solution majoritairement choisie par les habitants des pays développés qui participent à un repas au restaurant avec trois autres amis très proches de même sexe.

## Préférences nationales
Durant les années 2000, le sociologue Claude Fischler et la psychologue sociale Estelle Masson ont réalisé une vaste enquête comparative internationale en vue de saisir les variations culturelles des représentations de l'alimentation. L'une des questions prévoyait de mesurer la préférence face à l'addition après un repas à plusieurs entre personnes du même sexe. Les résultats montrent d'importantes variations nationales.
| Solution                             | Allemagne | États-Unis | France | Italie | Royaume-Uni | Suisse |
| ------------------------------------ | --------- | ---------- | ------ | ------ | ----------- | ------ |
| Chacun paie pour ce qu’il a consommé | 64 %      | 50 %       | 19 %   | 19 %   | 20 %        | 30 %   |
| Quelqu’un paie pour tout le monde    | 16 %      | 20 %       | 25 %   | 13 %   | 21 %        | 13 %   |
| On partage l’addition en quatre      | 20 %      | 30 %       | 56 %   | 68 %   | 59 %        | 58 %   |

Les résultats obtenus en Allemagne, pays où le partage de l'addition est particulièrement déprécié, cadrent bien avec ceux des précédentes enquêtes. En 1997, déjà, Jean-Vincent Pfirsch observait que la pratique consistant à laisser payer à chacun ce qu'il avait précisément consommé y était assez courante. De fait, dans ce pays, à l'issue d'un repas, le serveur demande souvent, au moment d'apporter l'addition, si la note devra être rédigée pour tous ensemble ou séparément en posant directement la question – « Zusammen ? » (zusammen signifiant « ensemble »).